# بریتنی منسون
بریتنی منسون (به انگلیسی: Britney Manson) مدل، خواننده و شخصیت اینترنتی روسیه‌ای-استونیایی می‌باشد. وی فعالیت خودرا در تیک‌تاک در سال ۲۰۱۷ شروع کرد و به‌دلیل ویدئوهای مدلینگ خود شناخته شد، وی در همان سال قرار دادی را با الیت مدل منیجمنت امضا کرد.
او یک زن ترنس است.